# Enten eller
Enten eller er en dansk dokumentarfilm fra 2017 instrueret af Thora Lorentzen.

## Handling
Kewin og Thora har kendt hinanden siden 2005, og de har aldrig helt forstået, hvad deres forhold går ud på. De elsker ikke hinanden, og alligevel kan de ikke være uden hinanden i deres liv. Deres relation er som en ubrydelig naturlov – en uhelbredelig sygdom eller som en skønhedsplet, alt efter hvordan man betragter det. Måske vil enten Kewin eller Thora en dag træde ind i seernes liv. Og skulle de gøre det, så vid, at man aldrig kan vide, om det er halvdelen af et helt eller det hele af et halvt menneske, man har med at gøre. Mindst af alt ved de det selv.